# Samsung Omnia W
De Samsung Omnia W is een smartphone van het Zuid-Koreaanse bedrijf Samsung. De telefoon draait op Windows Phone. De "W" in de naam "Samsung Omnia W" staat voor Wonder, telefoons met deze letter beschikken over goede specificaties, maar zijn goedkoper dan de meest high-end-smartphones.
De voorkant van het toestel bestaat uit het scherm en de drie bekende WP7-knoppen: de terugknop, de startknop en de knop met zoekfunctie. De Samsung Omnia W heeft een Super amoled-aanraakscherm met een diagonaal van 3,7 inch en een resolutie van 480 bij 800 pixels. Aan de rechterzijde bevindt zich de aan-uitknop, een microUSB-poort en een cameraknop. Aan de linkerzijde bevindt zich de volumeknop. Op de achterkant is er een 5 megapixel-cameralens en een flitser aanwezig.